# Metalmania
Metalmania este unul din cele mai mari festivaluri muzicale de heavy metal din Europa Centrală. El se desfășura anual începând cu 1986 până în 2009. Ediția din 2008 a avut loc pe 8 martie pe stadionul Spodek din Katowice.

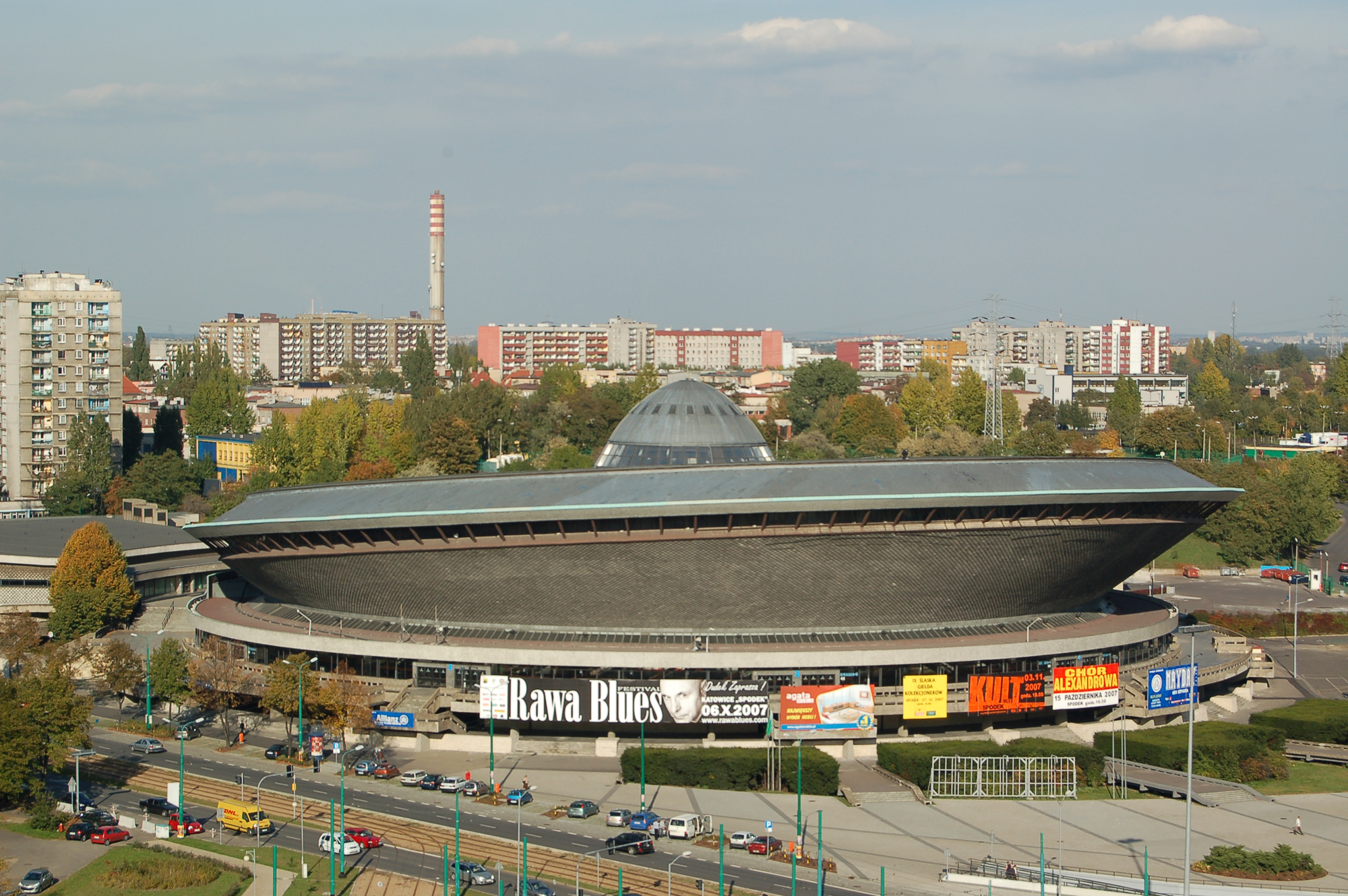
Complexul sportiv «Spodek»

## 2007 - Spodek, Katowice, (24 martie)

### Scena mare
- Sepultura
- Paradise Lost
- Testament
- My Dying Bride
- Blaze Bayley
- Entombed
- Jorn Lande
- Korpiklaani
- Crystal Abyss
- Zyklon
- Darzamat with a guest appearance by Roman Kostrzewski
- Vital Remains

### Scena mică
- Benediction
- Anata
- Forever Will Burn
- Root
- Týr
- Wu-Hae
- Horrorscope
- Deivos
- Ciryam
- Carnal
- Sphere
- Witchking
- Wrust

## 2008 - Spodek, Katowice, (8 martie)

### Scena mare
- Megadeth
- Overkill
- The Dillinger Escape Plan
- Satyricon
- Vader
- Immolation
- Artillery
- Flotsam and Jetsam
- Marduk
- Primordial
- Inside You
- Poison the Well

### Scena mică
- Stolen Babies
- Evile
- October File
- Mortal Sin
- Drone
- Demonical
- Non Divine
- Izegrim
- Wrust
- Pandemonium
- Carrion